# قلعه‌خان (شوشتر)
قلعه‌خان (شوشتر)، روستایی از توابع بخش مرکزی شهرستان شوشتر در استان خوزستان ایران است.

## جمعیت
این روستا در دهستان میان‌آب قرار دارد و براساس سرشماری مرکز آمار ایران در سال ۱۳۸۵، جمعیت آن ۲۶۸ نفر (۵۳خانوار) بوده‌است.